# Ferdynand Herok
Ferdynand Herok (ur. 15 maja 1911 w Ligocie, zm. 25 listopada 1998) – polski pedagog, działacz społeczny w okresie PRL, wiceminister oświaty (1959–1965)

## Życiorys
W 1930 ukończył 3-letnie Państwowe Seminarium Nauczycielskie w Pszczynie, w 1936 Wyższy Kurs Nauczycielski w Katowicach, w 1938 3-letni Instytut Pedagogiczny w Katowicach, a w latach 1941–1945 Wydział Filozoficzny tajnego Uniwersytetu Jagiellońskiego w Krakowie.
W latach 1930–1939 pracował jako nauczyciel w Chybiu. Równolegle był w latach 1933–1936 powiatowym referentem przysposobienia rolniczego. Podczas II wojny światowej pracownik biurowy w Kolei Wschodniej (Ostbahn) w Łuczycach koło Krakowa w Generalnej Guberni. Po zakończeniu wojny pracował jako wizytator – naczelnik w szkolnictwie zawodowym przemysłu węglowego (1945–1949). Od lutego do września 1949 szef Wydziału Polityczno-Wychowawczego oraz zastępca komendanta do spraw polityczno-wychowawczych w Wojewódzkiej Komendzie Powszechnej Organizacji „Służba Polsce” w Katowicach. Następnie kierownik Wydziału Szkoleniowego i sekretarz Okręgowej Rady Związków Zawodowych w Katowicach (1949–1951) oraz kurator Okręgu Szkolnego Katowickiego (1951–1958).
W latach 1959–1965 był podsekretarzem stanu (wiceministrem) w Ministerstwie Oświaty. Przez następne 5 lat (1966–1971) był urzędującym wiceprzewodniczącym Zarządu Głównego Towarzystwa Przyjaźni Polsko-Radzieckiej (zastępował wówczas marszałka Sejmu Czesława Wycecha w bieżącym kierowaniu organizacją). W 1972 przeszedł na emeryturę.
Bezpośrednio po wojnie członek Polskiej Partii Socjalistycznej, następnie członek Polskiej Partii Robotniczej (1947–1948) oraz PZPR (od 1948). Członek Komisji Oświaty KC PZPR (od 1953). Wieloletni członek Prezydium Wojewódzkiej Rady Narodowej w Katowicach (od 1952). Kierownik Wydziału Oświaty Prezydium WRN (1952–1959).
Działał także w szeregu innych organizacji społecznych i gremiach kolegialnych, był między innymi członkiem Komitetu Nauk Pedagogicznych Polskiej Akademii Nauk (członek Prezydium od 1966), członkiem Rady ds. Ludzi Starszych, Inwalidów i Osób Niepełnosprawnych przy Radzie Ministrów (członek Prezydium od 1983), członkiem Komitetu do spraw Radia i Telewizji (od 1961), przewodniczącym Zarządu Wojewódzkiego Towarzystwa Przyjaźni Polsko-Radzieckiej w Katowicach, członkiem Zarządu Głównego Związku Nauczycielstwa Polskiego, członkiem Zarządu Głównego Polskiego Czerwonego Krzyża, członkiem Prezydium Zarządu Głównego Ligi Obrony Kraju, przewodniczącym Zarządu Głównego Polskiego Związku Emerytów, Rencistów i Inwalidów (od 1972), wiceprzewodniczącym Rady Głównej Towarzystwa Rozwoju Ziem Zachodnich, prezesem Polskiego Związku Szachowego (1960–1962), członkiem Wojewódzkiego Komitetu Frontu Jedności Narodu, przewodniczącym Komitetu do Walki z Alkoholizmem (w Katowicach), członkiem Prezydium Rady Krajowej Społecznego Funduszu Odbudowy Stolicy, członkiem Rady Ochrony Pomników Walki i Męczeństwa. 
Autor ponad 200 artykułów, głównie z zakresu problematyki pedagogicznej, opublikowanych w czasopismach krajowych, między innymi w Trybunie Robotniczej, Nowych Drogach, Przeglądzie Zachodnim, Chowannie, Problemach Opiekuńczo-Wychowawczych, Przyrodzie Polskiej.

## Odznaczenia
- Order Sztandaru Pracy I klasy
- Order Sztandaru Pracy II klasy (1964)[1]
- Krzyż Oficerski Orderu Odrodzenia Polski
- Złoty Krzyż Zasługi
- Medal 10-lecia Polski Ludowej
- Medal 30-lecia Polski Ludowej
- Medal 40-lecia Polski Ludowej
- Srebrny Medal „Za zasługi dla obronności kraju”
- Brązowy Medal „Za zasługi dla obronności kraju”
- Odznaka „Zasłużony Działacz Kultury” (1967)[2]
- Odznaka honorowa „Za wzorową pracę w służbie zdrowia”
- Złota Odznaka "Zasłużony Działacz LOK" (1965)[3]
- Złota Odznaka honorowa „Za Zasługi dla Warszawy”
- Honorowa Odznaka Miasta Łodzi (1974)[4]
- Medal pamiątkowy „50-lecia Wielkiej Socjalistycznej Rewolucji Październikowej” (ZSRR, 1968)[5]
- liczne odznaczenia regionalne i odznaki honorowe